# ハワード・テイラー・リケッツ

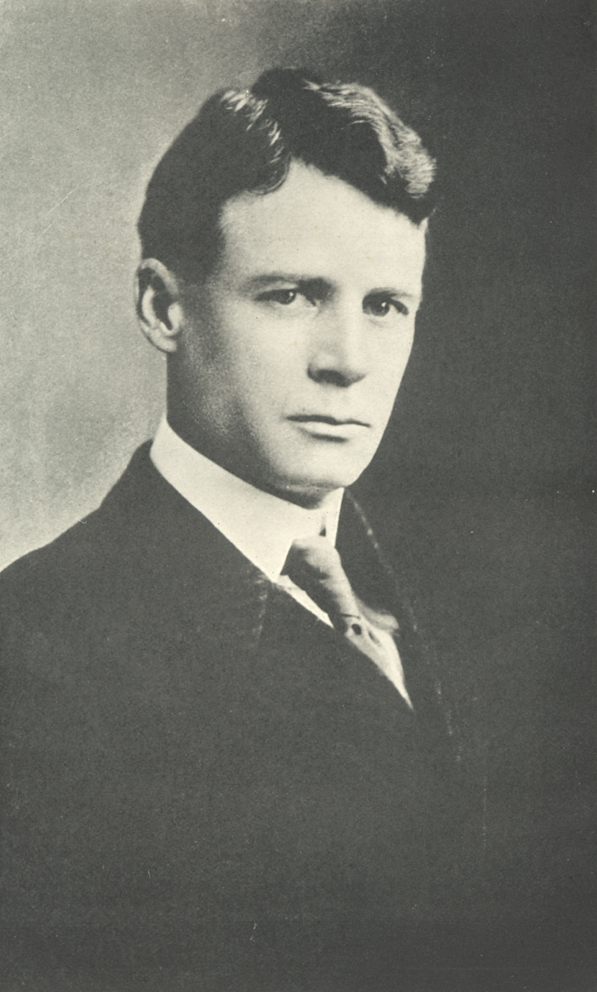
ハワード・テイラー・リケッツ

ハワード・テイラー・リケッツ（Howard Taylor Ricketts, 1871年2月9日 - 1910年5月3日）は、アメリカ合衆国の病理学者、微生物学者。
オハイオ州フィンドレー生まれ。1894年ノースウェスタン大学医学部卒業後、クック郡立病院の医師となり、1899年に皮膚病理学の講師として、ラッシュ医科大学（Rush Medical College）に移る。1902年シカゴ大学病理学部門講師となり、のちに助教授。1910年ペンシルベニア大学病理学教授。1906年からロッキー山紅斑熱の研究を開始し、1908年には、マダニから病原性の微生物を発見、同時に野性動物の血液中からもリケッチアと命名された微生物を発見した。また、メキシコへ発疹チフスの調査に出かけ、一度かかると免疫性を獲得することも発見するが、地方病性発疹熱を研究中に感染し、メキシコシティで39歳で死去した。